# Dieter van der Eyken

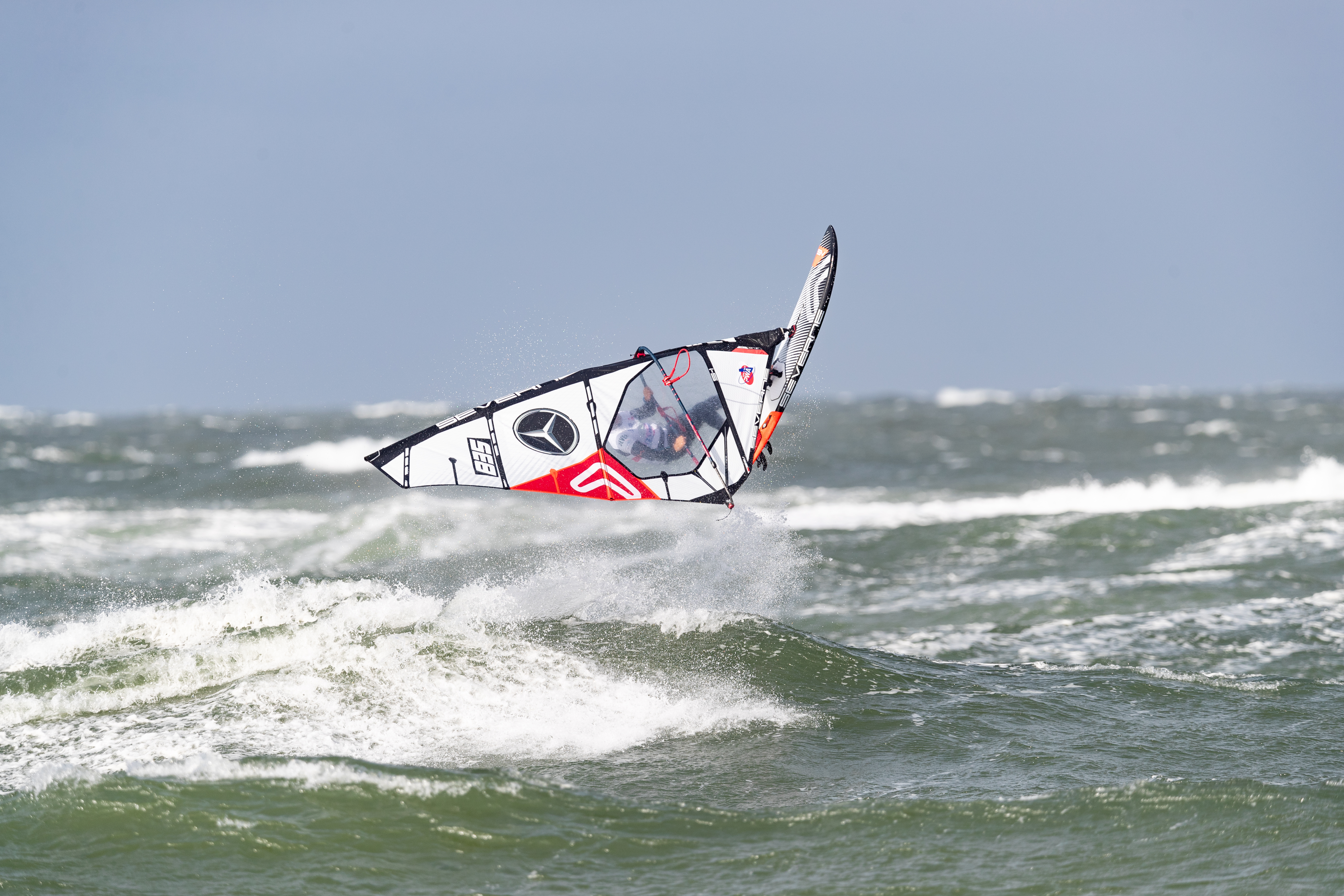
van der Eyken beim Windsurf World Cup Sylt 2019

Dieter van der Eyken (* 1. April 1992 in Stabroek) ist ein belgischer Windsurfer. Sein größter Erfolg ist der Freestyle-Weltmeistertitel 2015.

## Biografie
Van der Eyken begann 1999 mit dem Surfen und startete 2002 erstmals bei einem Freestyle-Wettbewerb. Nach seinem Debüt im Windsurf World Cup 2010 konnte er sich in den kommenden Jahren sofort in den Top 10 der Freestyler etablieren. Außerdem wurde er 2012 und 2013 jeweils Zweiter der EFPT (Vize-Europameister). Die Saison wurde van der Eykens bisher erfolgreichste. Nach einem vierten Platz im ersten Freestyle-Wettbewerb, konnte er den World Cup an der Costa Calma (Fuerteventura) gewinnen. Nachdem das letzte Event auf Sylt abgesagt werden musste, stand er als Weltmeister fest. Er startete fortan auch im Waveriding und fuhr in beiden Disziplinen konstant in die Top 20, konnte allerdings nicht an die Leistungen von 2015 anknüpfen.
Hauptsächlich trainiert van der Eyken mit anderen Locals, wie Steven van Broeckhoven, Maaike Huvermann und Yentel Caers, am Brouwersdam.

## Erfolge

### World Cup Wertungen
| Saison | Wave  | Wave   | Freestyle | Freestyle |
| Saison | Platz | Punkte | Platz     | Punkte    |
| ------ | ----- | ------ | --------- | --------- |
| 2010   | –     | –      | 12.       | 5179      |
| 2011   | –     | –      | 8.        | 9462      |
| 2012   | –     | –      | 8.        | 5575      |
| 2013   | –     | –      | 5.        | 5822      |
| 2014   | –     | –      | 5.        | 5740      |
| 2015   | 25.   | 3843   | 1.        | 4101      |
| 2016   | 15.   | 4701   | 4.        | 5789      |
| 2017   | 22.   | 2335   | 18.       | 1660      |
| 2018   | 14.   | 10.736 | 7.        | 18.500    |
| 2019   | 20.   | 9.447  | 8.        | 27.850    |
| 2021   | –     | –      | 9.        | 8.850     |
| 2022   |       |        | 5.        | 9.600     |

### World Cup Siege
| Datum                   | Ort         | Land    | Disziplin |
| ----------------------- | ----------- | ------- | --------- |
| 24.07.2015 – 02.08.2015 | Costa Calma | Spanien | Freestyle |

### Weitere Erfolge
- 2. Platz EFPT Freestyle Overall 2012 (Vize-Europameister)[3]
- 2. Platz EFPT Freestyle Overall 2013 (Vize-Europameister)[3]